# Katharine Merry

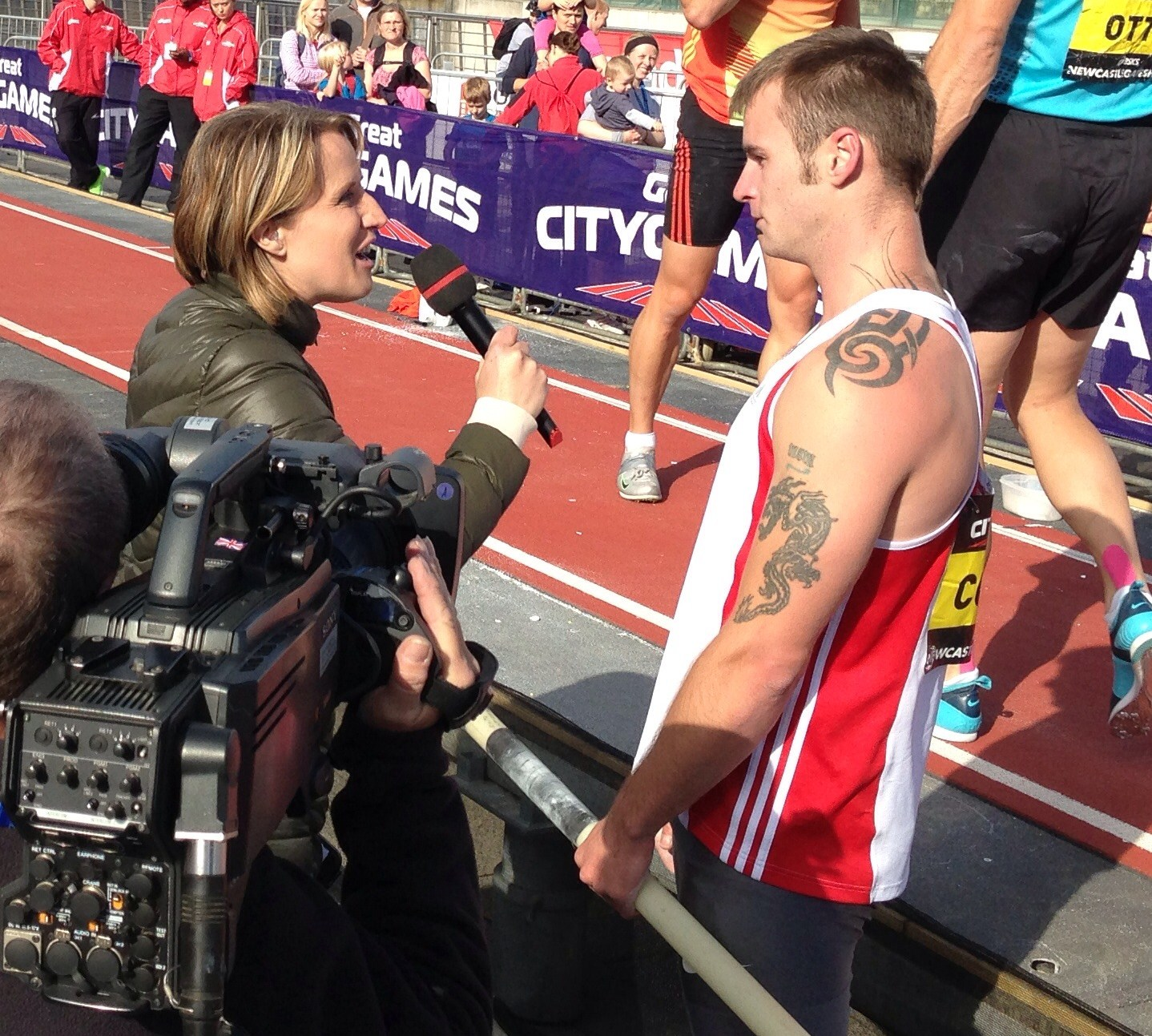
Katharine Merry intervjuar stavhopparen Luke Cutts för BBC Sport, 2013.

Katharine Merry, född 21 september 1974, är en brittisk före detta friidrottare som tävlade i sprint.
Merry var som junior väldigt framgångsrik och blev guldmedaljör vid EM för juniorer 1993 på 200 meter och tvåa på 100 meter. Som senior blev hon femma på 400 meter vid VM 1999 i Sevilla och bronsmedaljör vid Olympiska sommarspelen 2000 på 400 meter.

## Personliga rekord
- 100 meter – 11,34 (från 1994) [1]
- 200 meter – 22,76 (från 2000) [1]
- 400 meter – 49,59 (från 2001) [1]

## Resultatutveckling
| - 1999 – 11.84 (Vind: -1.0) - 1998 – 11.65 (-0.2) - 1994 – 11.34 (+0.9) - 1992 – 11.52 - 1990 – 11.71 (+0.9) - 1990 – 11.71 (+0.9) - 2001 – 23.12 (+1.0) - 2000 – 22.76 (-1.0) - 1999 – 22.90 (-0.4) - 1998 – 22.93 (+0.4) - 1997 – 22.77 (+2.0) - 1996 – 22.88 (+1.6) - 1994 – 22.85 (+0.6) - 1993 – 23.20 (+1.2) - 1992 – 23.38 - 1991 – 23.50 (-2.5) - 1990 – 23.65 (+1.9) | - 2000 – 36.00 - 2003 – 52.35 - 2001 – 49.59 - 2000 – 49.72 - 1999 – 50.21 - 1998 – 51.02 - 1999 – 22.83 - 1997 – 23.23 - 2001 – 50.53 |

### Fotnoter
1. 1 2 3 4 5 6 7 8 9 10 11 12 13 14 15 16 17 18 19 20 21 22 23 24 25 26 27 28 29 30  ”Athlete profile for Katharine Merry” (på engelska). IAAF.org. http://www.iaaf.org/athletes/biographies/letter=0/athcode=66040/index.html. Läst 30 juli 2013.